# パトライト
パトライトは、
1. 主にパトカー・救急車・消防車などの緊急車両に装備され、また救急対応可能な病院の専用入り口に設置されている回転灯などに利用されるパトライト社の登録商標。
2. 機材自体はパトランプと呼ばれる（同社では「警光灯」と呼称）。赤・青・黄・緑・紫がある。またそれ以外にもパチスロ機のボーナス告知、コンビニエンスストアの緊急事態などの告知、あるいは工場内の設備などにタワー状にパトランプ複数個を一体にしたもの（シグナルタワー）で設備の稼働状況（例えば、緑黄赤3灯式で、緑灯なら正常稼働、黄灯なら材料待ち、赤灯なら故障など）など、ある事態を告知するためのランプとして広く使われている。英語ではRotary Beacon Light。日本では緊急車両の緊急走行時サイレンの吹鳴とともに目にする機会が多く、サイレンと混同されることがあるが、全くの別物である。

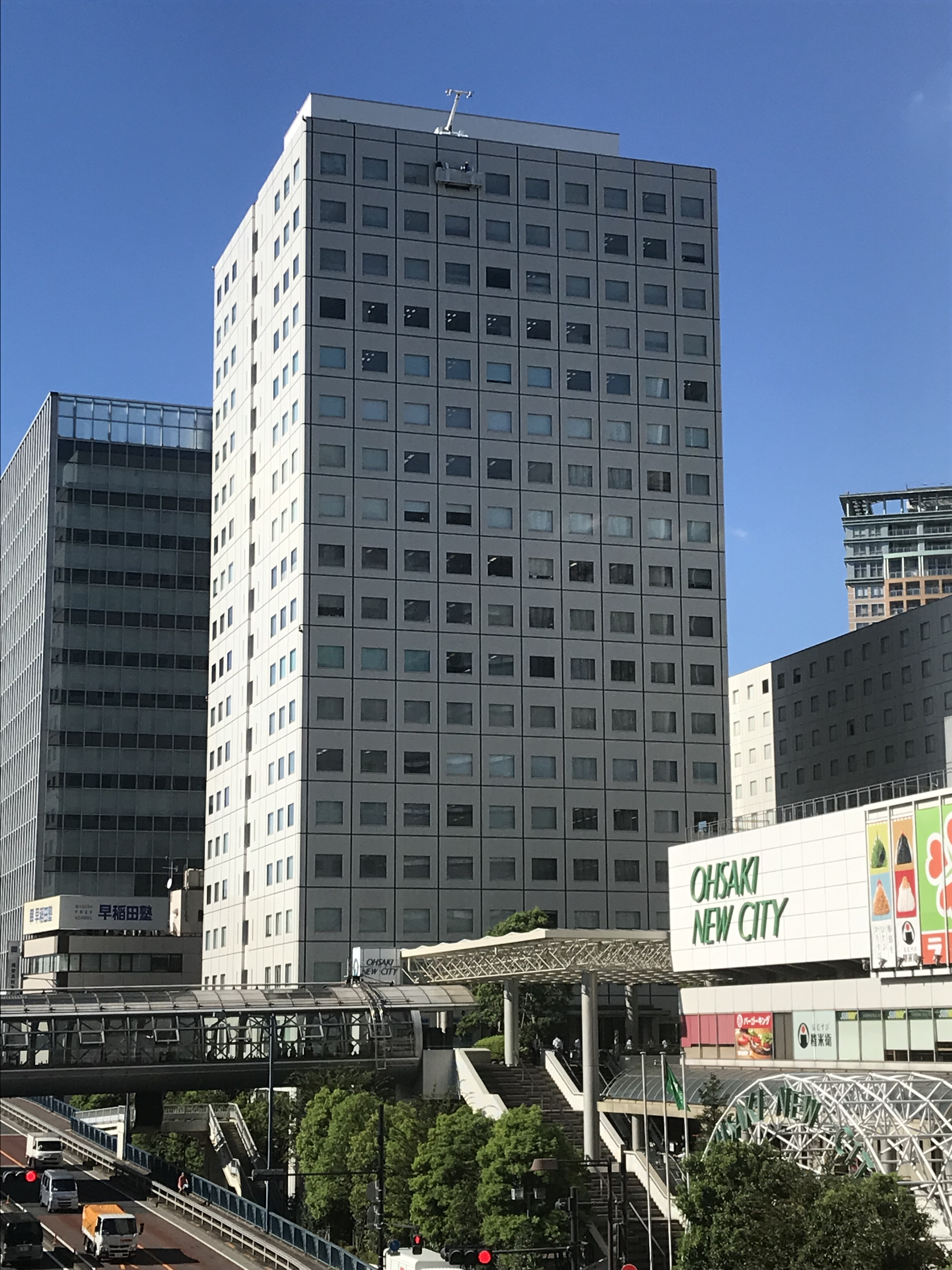
東京本社が入居するTOC大崎ビルディング

3. 1.を製造する日本の企業。以下で述べる。

株式会社パトライト（英: PATLITE Corporation）は、回転灯などを主に製造している、大阪府大阪市中央区および東京都品川区に本社を置く会社である。因幡電機産業株式会社の完全子会社。

## 沿革
- 1947年1月 - 佐々木寛一が自分の名から取った「ササ電機研究所」として、大阪市阿倍野区にて創業。
- 1955年 - 音響機器用直流マイクロモータを開発。
- 1963年1月10日 - 株式会社佐々木電機製作所として設立される。
- 1965年 - ブレーキを踏むことで光る、赤色の回転灯を開発。自動車の後部に搭載し、ヒットする。
- 1977年 - 海外の製品を参考に、警察車両向けに大型化してサイレン用スピーカを一体化した「散光式警光灯」を製品化。後に、警察に採用される。
- 1981年 - 大阪府八尾市に本社移転。
- 1982年 - 積層式表示灯を開発、販売。
- 1984年 - 音声合成はじめ音製品を開発、警報音響分野に進出。
- 1985年 - 創業当初から続けていた、松下電器産業からの下請けをやめる。
- 1989年 - 米国ロサンゼルスにSASAKI ELECTRIC（U.S.A.）CORPORATION（現PATLITE（U.S.A.）Corporation）を設立。
- 1990年 - LEDボードを開発、販売。
- 1994年7月 - 商号を（旧）株式会社パトライトに変更。兵庫県三田市の三田テクノパークに三田工場完成。
- 1996年 - ブーメラン型回転灯を開発し、特許を取得。
- 1997年 - ISO9001認証･取得（本社・テクノセンター・三田工場）。
- 1998年 - シンガポールに東南アジアの販売拠点としてPATLITE（SINGAPORE）PTE LTDを設立。
- 1999年 - インドネシアのバタミンド工業団地にPT.PATLITE INDONESIAを設立
- 2000年6月2日 - 大阪証券取引所2部に上場。
- 2001年4月5日 - 東京証券取引所2部に重複上場。ISO14001認証・取得（本社・テクノセンター・三田工場）。PT.PATLITE INDONESIA ISO9001認証・取得。
- 2003年 - マルチカラーLEDボードを開発、販売。
- 2005年3月1日 - 大阪証券取引所1部、東京証券取引所1部に上場。第一回関西経営品質イノベーション賞受賞。中国の上海にPATLITE（CHINA）CORPORATIONを設立。
- 2007年
  - 大阪市中央区に本社移転。
  - 11月14日 - 創業家一族の資産管理会社である株式会社福寅がTOBを実施し、完全子会社化をめざすと発表。
- 2008年3月21日 - 上場廃止。
- 2009年 - ドイツのミュンヘンにPATLITE Europe GmbHを設立。
- 2010年 - ワイヤレス・データ通信システムAirGridを開発、販売。
- 2011年 - 韓国のソウルにPATLITE KOREA CO., LTD.を設立。
- 2012年2月1日 - 株式会社福寅が株式会社パトライトを吸収合併し、（新）株式会社パトライトに商号変更。
- 2013年5月13日 - 因幡電機産業株式会社が全株式を取得し、同社の完全子会社となる。
- 2014年 - 台湾にPATLITE TAIWAN CO., LTD.を設立。
- 2016年 - タイにPATLITE（THAILAND）CO., LTD.を設立。
- 2017年10月1日 - 春日電機株式会社と合併。
- 2019年
  - メキシコにPATLITE MEXICO S.A. de C.V.を設立。
  - 10月 - 東京本社を開設し、大阪本社との2本社体制とする[2]。

## 主な製品

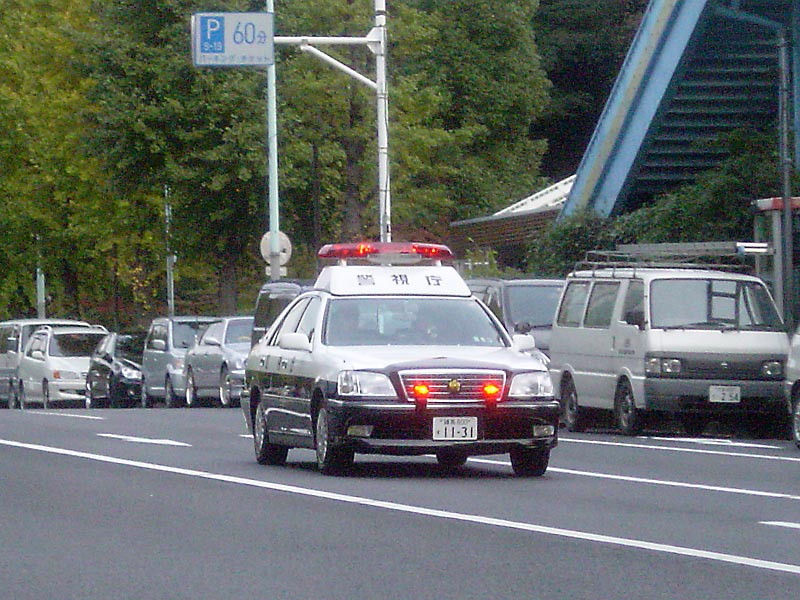
パトカーの回転灯（エアロブーメランAWS型）

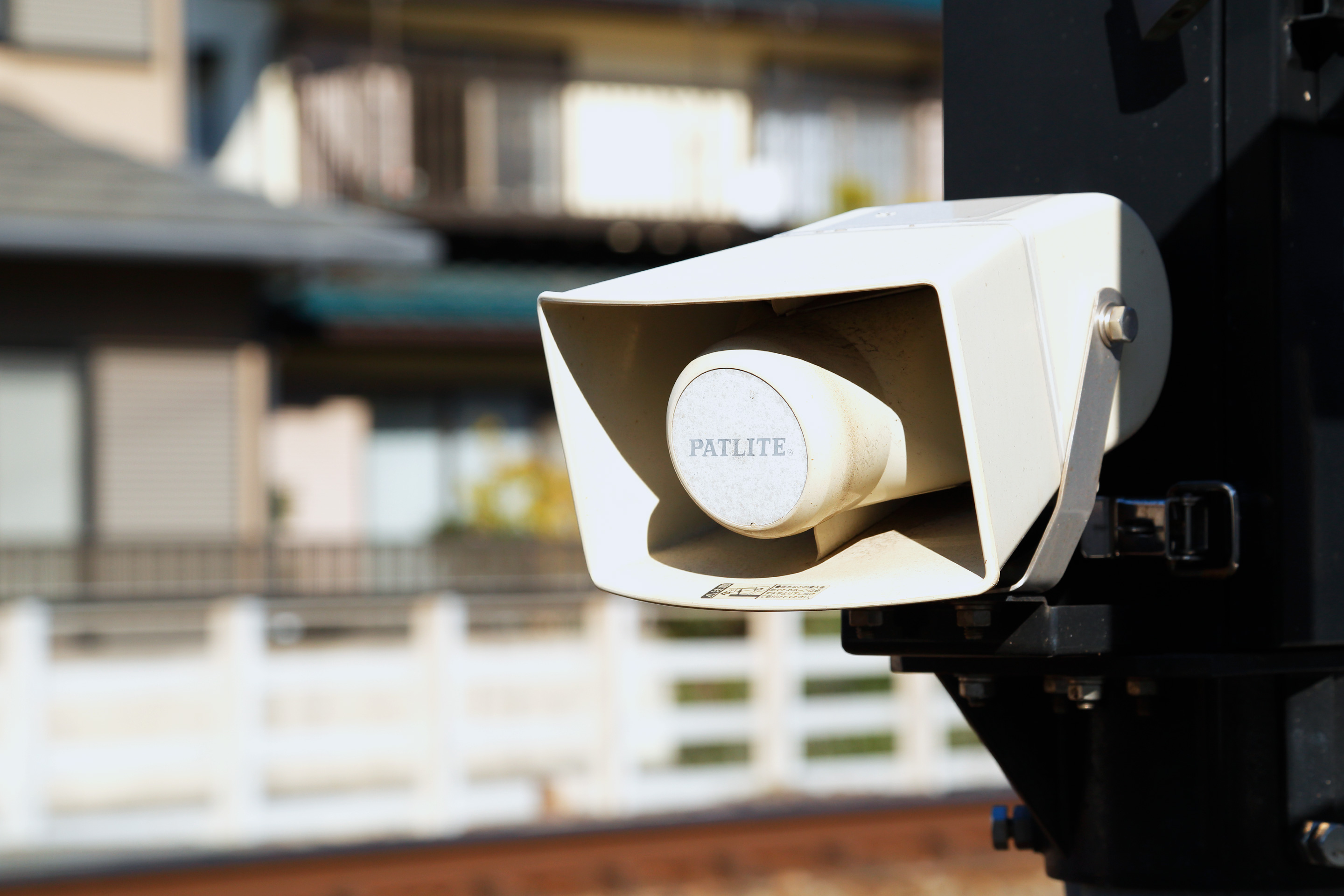
鉄道施設京王電鉄向けスピーカー

- 散光式警告灯（パトカー、救急車、消防車、道路維持作業車など緊急車輌用の回転灯）
- 電子サイレンアンプ

- 回転灯
  - 創業当時からのロングラン商品。看板、駐車場の出入口、コンビニ入り口（防犯用）など注意喚起用などに使用される。

- 積層信号灯（シグナルタワー）
  - アメリカ・シリコンバレーの半導体工場で使われている製品のシェアは約70%。2017年の市場調査によると世界シェア1位。

- 工事現場、道路の液晶表示板
- マイクロモーター（現在は生産終了）
- ネットワーク監視表示灯
- 音・音声合成報知器
- LED照明
- 端子台
- ホイスト

など